# Epilobium subdentatum
Epilobium subdentatum là một loài thực vật có hoa trong họ Anh thảo chiều. Loài này được (Meyen) Lievens & Hoch mô tả khoa học đầu tiên năm 2007.